# Campeonato Mundial de Atletismo Sub-20 de 2022 - Revezamento 4x400 m masculino
A prova do revezamento 4 x 400 metros masculino do Campeonato Mundial de Atletismo Sub-20 de 2022 ocorreu nos dias 5 e 6 de agosto de 2022 no Estádio Olímpico Pascual Guerrero, em Cali, na Colômbia.

## Recordes
Antes desta competição, os recordes mundiais e do campeonato nesta prova eram os seguintes:
|       | Nacionalidade  | Tempo   | Local    | Data                |
| ----- | -------------- | ------- | -------- | ------------------- |
| WU20R | Estados Unidos | 3:00.33 | Trujillo | 23 de julho de 2017 |
| CR    | Estados Unidos | 3:01.09 | Grosseto | 18 de julho de 2004 |
| WU20L | Estados Unidos | 3:02.58 | Walnut   | 16 de abril de 2022 |

## Medalhistas
| Ouro | Prata | Bronze                                                                                               |
| Estados Unidos · Steven McElroy · Ashton Schwartzman · Charlie Bartholomew · Will Sumner · Kody Blackwood[a] · Grant Williams[a] | Jamaica · Shemar Palmer · Shaemar Uter · Jasauna Dennis · Delano Kennedy · Malachi Johnson[a] · Derrick Grant[a] | Canadá · Christopher Morales-Williams · Ben Tilson · Daniel Kidd · Tyler Floyd · Riley Flemington[a] |

a  Atletas que participaram apenas nas eliminatórias e receberam medalhas.

## Cronograma
Todos os horários são locais (UTC-5).
| Data        | Hora  | Evento  |
| ----------- | ----- | ------- |
| 5 de agosto | 08:15 | Bateria |
| 6 de agosto | 14:43 | Final   |

## Resultados

### Bateria
Qualificação: Os 2 primeiros de cada bateria (Q) e os 2 tempos mais rápidos (q).
| Posição | Bateria | Nacionalidade  | Atletas                                                                                          | Tempo   | Notas                |
| ------- | ------- | -------------- | ------------------------------------------------------------------------------------------------ | ------- | -------------------- |
| 1       | 3       | Japão          | Shion Arita, Masataka Tomoda, Sojiro Moritaka, Daiki Ogawa                                       | 3:07.25 | Q,                   |
| 2       | 2       | Jamaica        | Malachi Johnson, Delano Kennedy, Derrick Grant, Shemar Palmer                                    | 3:07.32 | Q,                   |
| 3       | 3       | Chéquia        | Tadeáš Plaček, Vojtěch Cihlář, Ondřej Veselý, Michal Haidelmeier                                 | 3:07.48 | Q, NU20R             |
| 4       | 2       | Espanha        | Ángel González, David Garcia, Alberto Guijarro, Gerson Pozo                                      | 3:07.58 | Q,                   |
| 5       | 1       | Estados Unidos | Ashton Schwartzman, Kody Blackwood, Grant Williams, Will Sumner                                  | 3:07.82 | Q,                   |
| 6       | 3       | França         | Matteo Lorusso, Benoît Moudio Priso, Allan Lacroix, Lucas Vivin                                  | 3:07.84 | q,                   |
| 7       | 3       | África do Sul  | Ruan Oosthuizen, Lythe Pillay, Tjaart van der Walt, Divan Vlok                                   | 3:07.90 | q,                   |
| 8       | 3       | Alemanha       | Florian Kroll, Lukas Krappe, Lasse Schmitt, Maximilian Köhler                                    | 3:08.04 | Recorde da temporada |
| 9       | 1       | Canadá         | Christopher Morales-Williams, Ben Tilson, Riley Flemington, Tyler Floyd                          | 3:08.35 | Q,                   |
| 10      | 1       | Itália         | Tommaso Boninti, Francesco Pernici, Marco Zunino, Luca Sito                                      | 3:08.55 | Recorde da temporada |
| 11      | 2       | Reino Unido    | Brodie Young, Cameron McGregor, Bayleigh Lawton, Reuben Henry-Daire                              | 3:08.59 | Recorde da temporada |
| 12      | 2       | Polónia        | Maks Szwed, Adam Kadyło, Jakub Szczepaniak, Remigiusz Zazula                                     | 3:09.05 | Recorde da temporada |
| 13      | 1       | Botswana       | Busang Collen Kebinatshipi, Thabang Charles Monngathipa, Unametsi Nyathi, Gaolebale Prince Soulo | 3:09.19 | Recorde da temporada |
| 14      | 2       | Tailândia      | Supakit Janmao, Lukki Yuyamadu, Nakha Phingthaisong, Joshua Atkinson                             | 3:10.17 | Recorde da temporada |
| 15      | 1       | Brasil         | Jadson Erick Soares Lima, João Victor Belo de Sena, Janio Marcos Gonçalves, Elias Oliveira       | 3:11.69 | Recorde da temporada |
| 16      | 3       | Eslováquia     | Samuel Michalko, Tomáš Grajcarík, Roman Haraslín, Franklin Henry                                 | 3:12.43 | NU20R                |
| 17      | 2       | Índia          | Barath Sridhar, Deepak Rohilla, Rihan Choudary, Kapil                                            | 3:15.00 | Recorde da temporada |
| 18      | 3       | Equador        | Edwin Arias, Hector Broncano, Dusthin Morquecho, Freddy Vásquez                                  | 3:15.58 | Recorde da temporada |
| 19      | 1       | Roménia        | Sorin Alexandru Voinea, Denis Gabriel Neacsu, Remus Andrei Niculiță, Denis Simon Toma            | DNF     | DNF                  |
| 20      | 2       | Nigéria        | Samuel Ogazi, James Onwuka, David Aya, Bamidele Ajayi                                            | DSQ     | TR24.19              |
| 20      | 2       | Kuwait         | Yaqoub Mohamed Al-Azemi, Mubarak Mubarak, Mohammd Al Atia, Faraj Al Ajeel                        | DSQ     | TR17.4.3             |
| 21      | 1       | Bahamas        |                                                                                                  | DNS     | DNS                  |

### Final
A prova final foi realizada no dia 6 de agosto às 14:43. 
| Posição           | Nacionalidade  | Atletas                                                              | Tempo   | Notas                |
| ----------------- | -------------- | -------------------------------------------------------------------- | ------- | -------------------- |
| Medalha de ouro   | Estados Unidos | Steven McElroy, Ashton Schwartzman, Charlie Bartholomew, Will Sumner | 3:04.47 | Recorde da temporada |
| Medalha de prata  | Jamaica        | Shemar Palmer, Shaemar Uter, Jasauna Dennis, Delano Kennedy          | 3:05.72 | Recorde da temporada |
| Medalha de bronze | Canadá         | Christopher Morales-Williams, Ben Tilson, Daniel Kidd, Tyler Floyd   | 3:06.50 | NU20R                |
| 4                 | Espanha        | Markel Fernández, Ángel González, Alberto Guijarro, Gerson Pozo      | 3:06.91 | NU20R                |
| 5                 | África do Sul  | Tjaart van der Walt, Lythe Pillay, Karabo Try Madonsela, Divan Vlok  | 3:07.01 | Recorde da temporada |
| 6                 | Japão          | Shion Arita, Masataka Tomoda, Sojiro Moritaka, Daiki Ogawa           | 3:07.47 |                      |
| 7                 | Chéquia        | Tadeáš Plaček, Vojtěch Cihlář, Ondřej Veselý, Michal Haidelmeier     | 3:09.36 |                      |
| 8                 | França         | Matteo Lorusso, Benoît Moudio Priso, Allan Lacroix, Sonny Gandrey    | 3:09.54 |                      |

Legenda
| Recorde mundial       | Recorde mundial (World record)               |                       | Recorde africano                      | Recorde africano (African) |                                           | Q | Classificado por posição (Qualified) |
| Recorde do campeonato | Recorde do campeonato (Championship record)  | Recorde da América    | Recorde da América (Americas)         | q                          | Classificado por melhor tempo (Qualified) |   |                                      |
| Melhor marca do ano   | Melhor marca do ano (World leading)          | Recorde asiático      | Recorde asiático (Asian)              | DNS                        | Não largou (Did not start)                |   |                                      |
| Recorde nacional      | Recorde nacional (National record)           | Recorde europeu       | Recorde europeu (European)            | DNF                        | Não terminou (Did not finish)             |   |                                      |
| Recorde pessoal       | Recorde pessoal do atleta (Personal best)    | Recorde da Oceania    | Recorde da Oceania (Oceania)          | DSQ / DQ                   | Desclassificado (Disqualified)            |   |                                      |
| Recorde da temporada  | Recorde da temporada do atleta (Season best) | Recorde sul-americano | Recorde sul-americano (South America) | NM                         | Sem marca (No mark)                       |   |                                      |